# Пітер Неро
Пітер Неро (англ. Peter Nero), при народженні Бернард Ніров (англ. Bernard Nierow; 22 травня 1934 — 6 липня 2023) — американський піаніст і поп-диригент. Він керував Philly Pops з 1979 по 2013 рік і отримав дві премії «Греммі», включаючи нагороду за найкращого нового виконавця в 1962 році, а також загалом 8 номінацій.

## Раннє життя
Народився в Брукліні, штат Нью-Йорк, як Бернард Ніроу, він почав формальне музичне навчання у віці семи років. Навчався гри на фортепіано у Фредеріка Бріда. Коли йому було 14 років, він був прийнятий до Вищої школи музики та мистецтва Нью-Йорка та отримав стипендію в Джульярдській школі музики, де пізніше навчався неповний робочий день. Брав приватні уроки в Абрама Чезінса та Констанції Кін . Одного разу Кін написав у номері Keyboard Classics : « Володимир Горовіц був найбільшим шанувальником Пітера!» Він закінчив Бруклінський коледж у 1956 році зі ступенем бакалавра психології.

## Кар'єра

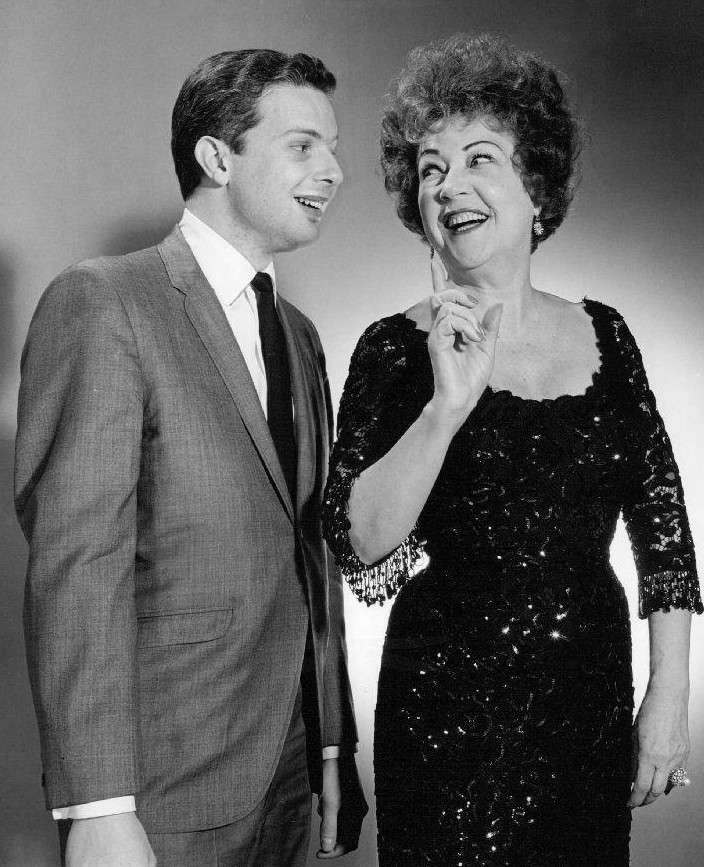
Неро та Етель Мерман на The Bell Telephone Hour у 1964 році.

Неро дебютував на телебаченні у віці 17 років, зігравши «Rhapsody in Blue» на спеціальній програмі, яку вів Пол Уайтмен. Він записав свій перший альбом під ім'ям Берні Нероу в липні 1957 року на лейблі Mode (MOD-LP117), що демонструє його технічну віртуозність у жанрі джазу. Nero записав Piano Forte у 1961 році та отримав премію «Греммі» у 1961 році як найкращий новий виконавець [1][2]. Наступного року він отримав Греммі за найкраще виконання оркестром або інструменталістом з оркестром — переважно не джаз або танці за свій альбом The Colorful Peter Nero.[2] Відтоді він отримав 10 додаткових номінацій і випустив 67 альбомів. Рання співпраця Nero з RCA Victor створила 23 альбоми за вісім років. Його наступний перехід до Columbia Records призвів до появи мільйонних продажів синглу та альбому Summer of '42.
Його перший великий успіх на національному телебаченні прийшов у віці 17 років, коли він був обраний для виконання Рапсодії Гершвіна в синіх тонах у спеціальній телевізійній програмі Пола Вайтмана. Згодом він з'являвся на багатьох найпопулярніших естрадах і ток-шоу, включаючи 11 виступів у гостях у «Шоу Еда Саллівана» та численні виступи в «Сьогоднішньому шоу» з Джонні Карсоном у головній ролі.